# Liste des aéroports canadiens par indicateur d'emplacement : CM
Cette liste d'aéroports reprend l'ordre alphabétique suivi par le « TC LID ». Le « TC LID » est le « lieu d'identification » donné par Transports Canada, représentant le nom et le lieu d'un aéroport. C'est une aide de direction pour aider la circulation aérienne, les télécommunications et les programmes d'ordinateur.
Le format des entrées sont:
- Lieu d'identification (TC LID) - IATA - Nom de l'aéroport (nom alternatif) - Communauté de l'aéroport - Province

Les aéroports du Réseau national des aéroports sont en caractères gras.

## CA -Canada- CAN[1],[2]
| TC LID | IATA | Nom de l'aéroport                                       | Communauté                  | Province             |
| ------ | ---- | ------------------------------------------------------- | --------------------------- | -------------------- |
| CMA2   |      | Aéroport Mattawa                                        | Mattawa                     | Ontario              |
| CMA4   |      | Hydroaérodrome Miminiska                                | Miminiska                   | Ontario              |
| CMB2   |      | Aérodrome Meadowbank                                    | Meadowbank Gold Mine        | Nunavut              |
| CMB5   |      | Aéroport Campbellville (Village aéronautique Bellshill) | Campbellville               | Ontario              |
| CMB7   |      | Aérodrome Maxville (Bourdon Farm)                       | Maxville                    | Ontario              |
| CMBH   |      | Héliport Mount Belcher                                  | Mount Belcher               | Colombie-Britannique |
| CMC2   |      | Héliport Misericordia Community Hospital                | Edmonton                    | Alberta              |
| CMC3   |      | Héliport Mayerthorpe (Healthcare Centre)                | Mayerthorpe                 | Alberta              |
| CMF2   |      | Aérodrome Edmonton/Calmar (Maplelane Farm)              | Calmar                      | Alberta              |
| CMF3   |      | Aérodrome Lethbridge (Mercer Field)                     | Lethbridge                  | Alberta              |
| CMH2   |      | Héliport Milton (AFI)                                   | Milton                      | Ontario              |
| CMH3   |      | Héliport Lacombe (Mustang Helicopters)                  | Lacombe                     | Alberta              |
| CMI2   |      | Héliport Minden (Hospital)                              | Minden                      | Ontario              |
| CML2   |      | Aéroport Quamichan Lake (Raven Field)                   | Quamichan Lake              | Colombie-Britannique |
| CML6   |      | Hydroaérodrome Six Mile Lake                            | Six Mile Lake               | Ontario              |
| CMN3   |      | Aérodrome Saint-Michel-de-Napierville                   | Saint-Michel-de-Napierville | Québec               |
| CMN4   |      | Aérodrome Minto                                         | Minto Mine                  | Yukon                |
| CMN5   |      | Aérodrome Manic-5                                       | Manicougan                  | Québec               |
| CMN6   |      | Aérodrome Edmonton/Morinville (Mike's Field)            | Morinville                  | Alberta              |
| CMR2   |      | Aérodrome Mary River                                    | Mary River                  | Nunavut              |
| CMR6   |      | Héliport Camrose/St. Mary's Hospital                    | Camrose                     | Alberta              |
| CMS2   |      | Héliport Middleton (Soldiers Memorial Hospital)         | Middleton                   | Nouvelle-Écosse      |
| CMW3   |      | Aérodrome Matawatchan                                   | Matawatchan                 | Ontario              |
| CMZ2   |      | Aérodrome Arthur (Metz Field)                           | Arthur                      | Ontario              |